# Nkulengurall
Nkulengurall (Himantornis haematopus) är en fågel i familjen rallar inom ordningen tran- och rallfåglar.

## Utseende och läte
Nkulengurallen är en stor (43 cm) och brun rall med ljusare ansikte och strupe, blodröda ben, röda ögon och brun näbb med ljusare spets. Den kan faktiskt misstas för en hönsfågel, men notera kortare stjärt och mer skygga vanor. Fågeln hörs huvudsakligen nattetid, ibland i flera minuter i sträck, då den avger sitt läte som gett den sitt namn, "nku-nku-lengu".

## Utbredning och systematik
Fågeln placeras som enda art i släktet Himantornis. Den lever förekommer i Afrika från Sierra Leone till nordöstra delarna av Demokratiska republiken Kongo och Gabon.

## Levnadssätt
Nkulengurallen hittas täta och fuktiga låglänta skogar och mangroveträsk, där den vanligen men inte alltid påträffas nära vatten. Födan består av sniglar, tusenfotingar, insekter som myror och skalbaggar, små groddjur och hårda frön. Den födosöker på marken, vanligtvis i grupper om två till tre individer.

## Status och hot
Arten har ett stort utbredningsområde, men tros minska i antal, dock inte tillräckligt kraftigt för att den ska betraktas som hotad. Internationella naturvårdsunionen IUCN listar därför arten som livskraftig (LC).